# Receptor 5-HT1A
O receptor 5-HT1A é um subtipo de receptor 5-HT que se une aos neurotransmissores de serotonina endógenos (5-hidroxitriptamina, 5-HT). Este é um receptor acoplado à proteína G (RAPG) que se acopla a proteína Gi/o e media na neurotransmissão inibitória. O HTR1A denota o gene humano de codificação para o receptor.